# Callipogon sericeus
Callipogon sericeus là một loài bọ cánh cứng trong họ Cerambycidae.